# Zaštita na radu
Zaštita na radu je skup mjera koje se provode radi sprječavanja utjecaja štetnih čimbenika radnoga procesa ili radnoga okoliša na zdravstveno stanje zaposlenika. Zaštita na radu je sastavni dio zdravstvene zaštite radno aktivnih ljudi. Štetni čimbenici mogu biti fizikalni, kemijski, biološki i psihički (na primjer tjelesni i psihički napor, buka, vibracije, zračenje). Opasnost je svojstvo nekoga radnog procesa ili okoliša da može uzrokovati oštećenje zdravlja, a rizik je vjerojatnost da u nekom radnom procesu ili okolišu postoji moguća opasnost za nastanak ozljede ili za razvoj bolesti. Procjena rizika od oštećenja zdravlja obuhvaća utvrđivanje odnosa između razine izloženosti štetnomu čimbeniku i jakosti patoloških promjena (bolesti) u organizmu (to jest odnos između doze čimbenika i njegova učinka na organizam te odnos između doze i odgovora organizma). Na temelju takve procjene donose se zakonski propisi. U Republici Hrvatskoj na snazi su Zakon o zaštiti na radu iz 1996. i Pravilnik o izradbi procjene opasnosti iz 1997., koji je temeljni akt za provedbu mjera zaštite na radu. Procjenom opasnosti utvrđuje se razina rizika za nastanak ozljeda pri radu, profesionalnih bolesti i bolesti vezanih uz rad. Zakon o zaštiti na radu sadrži opće odredbe o sprječavanju ozljeda nastalih pri radu, profesionalnih bolesti i bolesti vezanih uz rad, a osobita se zaštita propisuje radi očuvanja nesmetanoga duševnog i tjelesnog razvoja mladeži, zaštite žena od čimbenika koji bi mogli ugroziti ostvarivanje majčinstva, zaštite invalida i profesionalno oboljelih od daljnjeg oštećenja zdravlja i umanjenja radne sposobnosti te očuvanja sposobnosti starijih zaposlenika u granicama primjerenima njihovoj životnoj dobi. Mnogim dodatnim uredbama, pravilnicima i preporukama uređeni su propisi zaštite na radu prema specifičnim štetnim čimbenicima u radnom procesu ili radnom okolišu.

## Objašnjenje
Zaštita na radu je skup tehničkih, zdravstvenih, pravnih, psiholoških, pedagoških i drugih djelatnosti s pomoću kojih se otkrivaju i otklanjaju rizici, odnosno rizične pojave kao što su opasnosti, štetnosti i napori, a koje mogu ugroziti život i zdravlje osoba na radu. Zaštita na radu kao skup interdisciplinarnih aktivnosti uređuje mjere, postupke, načela i pravila zaštite na radu kako bi se osnovnim (projektiranim, tehničkim) mjerama rizici na radu eliminirali ili umanjili odnosno sveli na prihvatljivu razinu, te kako bi se nakon primjene osnovnih pravila zaštite na radu i utvrđene razine rizika, prestali rizik sveo na prihvatljivu razinu primjenom posebnih  (organizacijskih) pravila zaštite na radu.
Svrha zaštite na radu je stvarati sigurne radne uvjete kako bi se spriječili zastoji u odvijanju tehnoloških/proizvodnih/uslužnih i drugih radnih procesa s mogućim posljedicama za zdravlje i život radnika kao što su ozljede na radu, profesionalne bolesti i druge bolesti u svezi s radom.
Prema zakonskim i podzakonskim odredbama (Zakoni i Pravilnici)odnosno prema temeljnom zakonu "Zakon o zaštiti na radu" (u daljnjem tekstu "Zakonu" (NN 71,118 i 154/14):
- Poslodavac je odgovoran za organiziranje i provedbu zaštite na radu u svim dijelovima organizacije i u svim radnim procesima (čl. 13, st.1);
- Poslodavac koji zapošljava do 50 radnika (...) može poslove zaštite na radu obavljati sam pod uvjetom da nema zaposlenog radnika s potrebnim znanjima i sposobnostima za provedbu aktivnosti zaštite na radu vezanih uz zaštitu i prevenciju od opasnosti, štetnosti i napora (čl. 19, st.1);
- Poslodavac koji zapošljava više od 50 radnika dužan je odrediti jednu ili više osoba za obavljanje poslova stručnjaka zaštite na radu sukladno broju zaposlenih, stanju zaštite na radu te stupnju rizika (čl. 20, st.1)
- Poslodavac koji zapošljava više od 250 radnika dužan je ustrojiti samostalnu stručnu službu za zaštitu na radu čija je zadaća praćenje stanja zaštite na radu u pravnoj osobi te koja u tu svrhu objedinjuje i usklađuje rad na poslovima provedbe zaštite na radu.

Ako kod poslodavca nisu ispunjeni uvjeti iz stavka 1 članka 19 obavljanje poslova zaštite na radu može ugovoriti s fizičkom ili pravnom osobom ovlaštenom za obavljanje poslova zaštite na radu (čl. 19, st 2)
Prema Zakonu o zaštiti na radu obveze Poslodavca su:
- izrada procjene rizika, odnosno izrada revizije procjene rizika na mjestu rada te izrada procjene rizika za radna mjesta s računalom - radna mjesta na kojima se više od 4 sata dnevno radi na računalu;
- osposobljavanje radnika za rad na siguran način te za rad na siguran način kod rada na računalu u roku od 30 dana od dana zapošljavanja (provodi se samo jednom, kod stupanja u radni odnos, odnosno prelaska na drugo radno mjesto);
- ispitivanje elektroinstalacija koje obuhvaća ispitivanje zaštite od indirektnog dodira i ispitivanje otpora izolacije; ispitivanje sustava zaštite od munje;
- ispitivanje  radnog okoliša - rasvijetljenost, buka, mikroklima (temperatura, vlaga, brzina strujana zraka) i kemijski čimbenici koje se mora periodički provoditi u intervalima ne dužim od dvije godine;
- ispitivanje radne opreme (strojevi, uređaji, instalacije, objekti) kako bi se utvrdila njihova ispravnost;
- osposobljavanje poslodavca, ovlaštenika Poslodavca i povjerenika radnika iz područja zaštite na radu;
- vođenje propisne evidencije na EK obrascima;
- osiguravanje zdravstevnih pregleda zaposlenicima zaposlenim na poslove s posebnim uvjetima rada;
- osiguravanje redovitih zdravstvenih pregleda vida zaposlenicima zaposlenim na radnim mjestima s računalom;
- izrada plana evakuacije i spašavanja te provođenje vježbi evakuacije te osposobljavanje za pružanje prve pomoći.

Radnici koji rukuju radnom opremom (strojevi s povećanim rizicima - viličari, dizalice i dr.; instalacije i objekti s povećanim rizicima - kotlovnice, elektroenergetska postrojenja i dr.) moraju biti punoljetni, imati odgovarajuću stručnu spremu i prije provedbe stručnog osposobljavanja obavezno moraju pristupiti utvrđivanju zdravstvenog stanja (prethodni zdravstveni pregled, a kasnije periodički zdravstveni pregled). 
Za smanjenje rizika od nezgoda na radu primjenjuju se osobna zaštitna oprema. Međutim, prilikom provođenja mjera unapređenja zaštite na radu prioritet je primjena osnovnih pravila zaštite na radu na radnoj opremi (npr. zaštitne naprave na strojevima i uređajima i dr.), objekti za rad (površina, visina, volumen prostora za rad i dr); instalacije (tehnička ispravnost i dr.), tj. projektirano i izvedeno stanje radne opreme sukladno tehničkim pravilima struke i zaštite na radu). Tek kada se utvrdi da radna oprema predstavlja razinu rizika na razini "preostalog rizika" koji može postati prihvatljiv uz primjenu posebnih pravila zaštite na radu, prema vrsti preostalog rizika provodi se:
- zdravstveni nadzor radnika,
- osnovno, posebno, specifično osposobljavanje za rad na siguran način,
- stručno osposobljavanje za siguran rad s radnom opremom s povećanim rizicima,
- označavanje radne opreme sigurnosniim znakovima i uputama za rad na siguran način,
- upotreba osobne zaštitne opreme, i u pisanom i dostupnom obliku,
- dokumentirani postupci i razrada tehnološkog procesa kroz sigurne radne postupke.

Osnova za provođenje zaštite na radu je procjena rizika. 
Procjena rizika temeljni je dokument u području zaštita na radu, a izrađuje se u skladu sa svjetski priznatim metodama te služi za identifikaciju, specifikaciju i evaluaciju razine rizičnih pojava, tj. vrste rizičnih pojava (opasnosti, štetnosti i napori). Nakon analize vrste i razine intenziteta rizika, planom mjera daju se prijedlozi za primjenu osnovnih i posebnih pravila zaštite na radu odnosno primjenu načela zaštite radu (eliminacija ili umanjivanje rizika, udaljavanje rizika od radnika ili radnika od rizika, ograđivanje rizika ili ograđivanje radnika u odnosu na rizik, primjena osobne zaštitne opreme) te rokovi provedbe, odgovorne osobe i načini kontrole u provedbi utvrđenih mjera zaštite na radu.

## Pravila zaštite na radu
Da bi se zaštita na radu uspješno provodila nužno je shvatiti njena pravila, a to su:
1. osnovna pravila zaštite na radu,
2. posebna pravila zaštite na radu,
3. priznata pravila zaštite na radu.

Prioritet primjene u sustavu zaštite na radu imaju osnovna pravila zaštite na radu - pravila kojima se smanjuje ili uklanja opasnost na sredstvima rada,  samim radnim procesima. Prema Zakonu o zaštiti na radu sredstvima rada smatraju se objekti namijenjeni za rad s pripadajućim prostorijama, instalacijama i uređajima, prostorijama i površinama za kretanje zaposlenika te pomoćnim prostorijama i pripadajućim instalacijama; prijevozna sredstva željezničkog, cestovnog, riječnog, morskog, jezerskog i zračnog prometa; strojevi i uređaji te sredstva za prijenos i prijevoz tereta, alati i postrojenja; skele i površine na kojima se obavlja rad izvan objekata namijenjenih za rad te ostala sredstva koja služe za rad.
Osnovna pravila zaštite na radu svode se na primjenu svih tehničkih mjera na sredstvima rada kako bi se spriječile sve moguće štetne posljedice za sigurnost i zdravlje zaposlenika. Zbog toga ova pravila uvijek imaju prednost u implementaciji sustava zaštite na radu.
Zakonom o zaštiti na radu definirana su osnovna pravila zaštite na radu i zahtjevi kojima mora udovoljavati sredstvo rada (stroj) kada je u uporabi: 
1. opskrbljenosti sredstava rada zaštitnim napravama,
2. osiguranja od udara električne struje,
3. sprečavanje nastanka požara i eksplozije,
4. osiguranja stabilnosti objekata u odnosu na statička i dinamička opterećenja,
5. osiguranja potrebne radne površine i radnog prostora,
6. osiguranja potrebnih puteva za prolaz, prijevoz i za evakuaciju zaposlenika,
7. osiguranja čistoće, potrebne temperature i vlažnosti zraka,
8. ograničenja brzine kretanja zraka,
9. osiguranje potrebne rasvjete mjesta rada i radnog okoliša,
10. ograničenja buke i vibracije u radnom okolišu,
11. osiguranja od štetnih atmosferskih i klimatskih utjecaja,
12. osiguranja od djelovanja za zdravlje štetnih tvari i zaštita od elektromagnetskih i drugih zračenja te,
13. osiguranja prostorija i uređaja za osobnu higijenu

Ako se osnovnim pravilima zaštite na radu ne mogu ukloniti opasnosti za sigurnost i zdravlje zaposlenika onda se primjenjuju posebna pravila zaštite na radu - pravila koja se primjenjuju na zaposlenike i način obavljanja radnog postupka. Ona sadrže uvjete glede dobi života, spola, stručne spreme i osposobljenosti, zdravstvenog stanja, duševnih i tjelesnih sposobnosti, koje moraju ispunjavati zaposlenici pri obavljanju poslova s posebnim uvjetima rada. Osim toga sadrže i:
1. obvezu i načine uporabe odgovarajuće osobne zaštitne opreme,
2. posebne postupke pri uporabi opasnih radnih tvari.
3. obvezu postavljanja znakova upozorenja na određene opasnosti i štetnosti,
4. obvezu osiguranja napitaka pri obavljanju određenih poslova,
5. način na koji se moraju izvoditi određeni poslovi ili radni postupci, a posebno glede trajanja posla, jednoličnog rada i rada po učinku,
6. postupak s unesrećenim ili oboljelim zaposlenikom do upućivanja na liječenje nadležnoj zdravstvenoj ustanovi

Priznata pravila zaštite na rad u su pravila iz stranih propisa ili u praksi provjereni načini pomoću kojih se opasnosti na radu otklanjaju ili smanjuju, ili kojima se sprečava nastanak ozljeda na radu, profesionalnih ili drugih bolesti te ostalih štetnih posljedica za zaposlenike, a primjenjuju se ako ne postoje propisana pravila zaštite na radu. 
Ako se primjenjuju pravila zaštite na radu utvrđena stranim propisima, primjenjuju se oni koji su povoljniji za sigurnost i zaštitu zdravlja zaposlenika i drugih osoba. Popis stranih propisa koji će se kao pravna pravila u području zaštite na radu primjenjivati u Republici Hrvatskoj utvrđuje Vlada Republike Hrvatske.
Poslodavac je dužan primjenjivati pravila zaštite na radu na temelju općih načela zaštite:
1. izbjegavanja opasnosti i štetnosti,
2. procjene opasnosti i štetnosti koje se ne mogu otkloniti primjenom osnovnih pravila zaštite na radu,
3. sprečavanje opasnosti i štetnosti na njihovom izvoru,
4. zamjene opasnog neopasnim ili manje opasnim,
5. davanje prednosti skupnim mjerama zaštite pred pojedinačnim,
6. odgovarajućeg osposobljavanja i obavješćivanja zaposlenika,
7. planiranja zaštite na radu s ciljem međusobnog povezivanja tehnike, ustroja rada, uvjeta rada, ljudskih odnosa i utjecaja okoliša na radno mjesto,
8. prilagođavanja tehničkom napretku,
9. prilagodbe rada zaposlenicima, naročito u svezi s oblikovanjem mjesta rada, izbora opreme te načina rada i proizvodnje posebice u svrhu ublažavanja jednoličnog rada i rada po učinku, kako bi se smanjio njihov štetan učinak na zdravlje.